# Hong Kong Disneyland
Hong Kong Disneyland je zábavní park v zátoce Penny's Bay na ostrově Lantau v Hongkongu, otevřený 12. září 2005. Do října 2016 jej navštívilo přes 64 milionů návštěvníků, z toho 6,1 milionu ve fiskálním roce 2016. Park provozuje společnost Hongkong International Theme Parks Limited (HKITP), joint venture hongkongské vlády (podíl 53 %) a Walt Disney Company (podíl 47 %).
Park se skládá ze sedmi tematických oblastí: Adventureland, Fantasyland, Grizzly Gulch, Main Street U.S.A., Mystic Point, Tomorrowland a Toy Story Land. Park má přes 7 000 zaměstnanců. Jeho součástí jsou dva hotely s celkovou kapacitou 1 000 pokojů. Ve fiskálním roce 2016 vykázal park ztrátu 171 milionů HKD, a obrat 4,8 miliardy HKD. V roce 2016 akcionáři HKITP odsouhlasili plán rozšíření parku s rozpočtem 10,9 miliardy HKD. V rámci rozšíření mají mezi roky 2018 a 2023 přibýt nové oblasti s tématy Marvel a Ledové království.